# Templos de Cibele em Roma
Um número de templos para Cibele em Roma tinham sido identificados. Originalmente uma deusa-mãe anatoliana, o culto de Cibele foi formalmente levado para Roma durante a Segunda Guerra Púnica (218 a 201 a.C.) após uma consulta com os Livros Sibilinos.

## Circo Máximo
Um santuário de Cibele no Circo Máximo, mencionado na Notitia (Reg. XI), e por Tertuliano. Os relevos representando o circo e um mosaico em Barcelona, representam Cibele sentada em um leão na spina do circo, apenas leste de seu centro.

## Almo
Anualmente, em 27 de março, a sagrada pedra negra da Magna Mater era levada de seu templo no Palatino para onde a ribeira de Almo (agora chamada Acquataccio) atravessava a via Ápia no sul da Porta Capena, para a cerimônia de "lavatio" (lavagem). Embora existam numerosas referências para essa cerimônia, isso parece ter constituído um "locus sacratus" ou lugar sagrado mais que uma construção permanente, como apoiado pela falta de evidência arqueológica para isso.

## Sacra via
Um tólo, adornado com afrescos, no topo da Sacra via, onde o Clivo Palatino ramificou para o sul. Seu lugar aproximado é também provavelmente indicado pelo relevo dos Hatérios no qual, para a imediata esquerda do arco de Tito, está uma estátua da Magna Mater sentada sob um arco no topo de um voo de treze passos. Spano acredita que o arco seja um Jano erguido das quatro encruzilhadas perto da Meta Sudans – talvez sob ou perto do local do Arco de Constantino. Ele nem mesmo cita a passagem de Martial. Uma passagem em Dião Cássio é geralmente suposta para referir para esse templo.

## Colina do Vaticano
Um santuário na margem direita do rio Tibre, perto do hipódromo de Calígula (Gaianum), conhecido de várias inscrições em fragmentários altares de mármore, datando de 305 a 390 d.C., todos mas um dos quais foram encontrados sob a fachada de São Pedro em 1609. Esse santuário é provavelmente o Frigiano (Phrygianum) do Not. Se uma inscrição de um altar em Lyon da época de Adriano refere para esse santuário, isso pode indicar que era um importante centro religioso.